# Oddział Ambasady Stanów Zjednoczonych w Tel Awiwie
Oddział Ambasady Stanów Zjednoczonych w Tel Awiwie (hebr. שגרירות ארצות הברית בישראל, Szagrirut Aracot ha-Brit B’Jisra’el) – misja dyplomatyczna Stanów Zjednoczonych w Izraelu, położona w mieście Tel Awiw.

## Położenie
Budynek jest usytuowany przy nadmorskiej ulicy Ha-Jarkon w osiedlu Lew ha-Ir w Tel Awiwie. Rozciąga się stąd widok na Morze Śródziemne.

## Historia

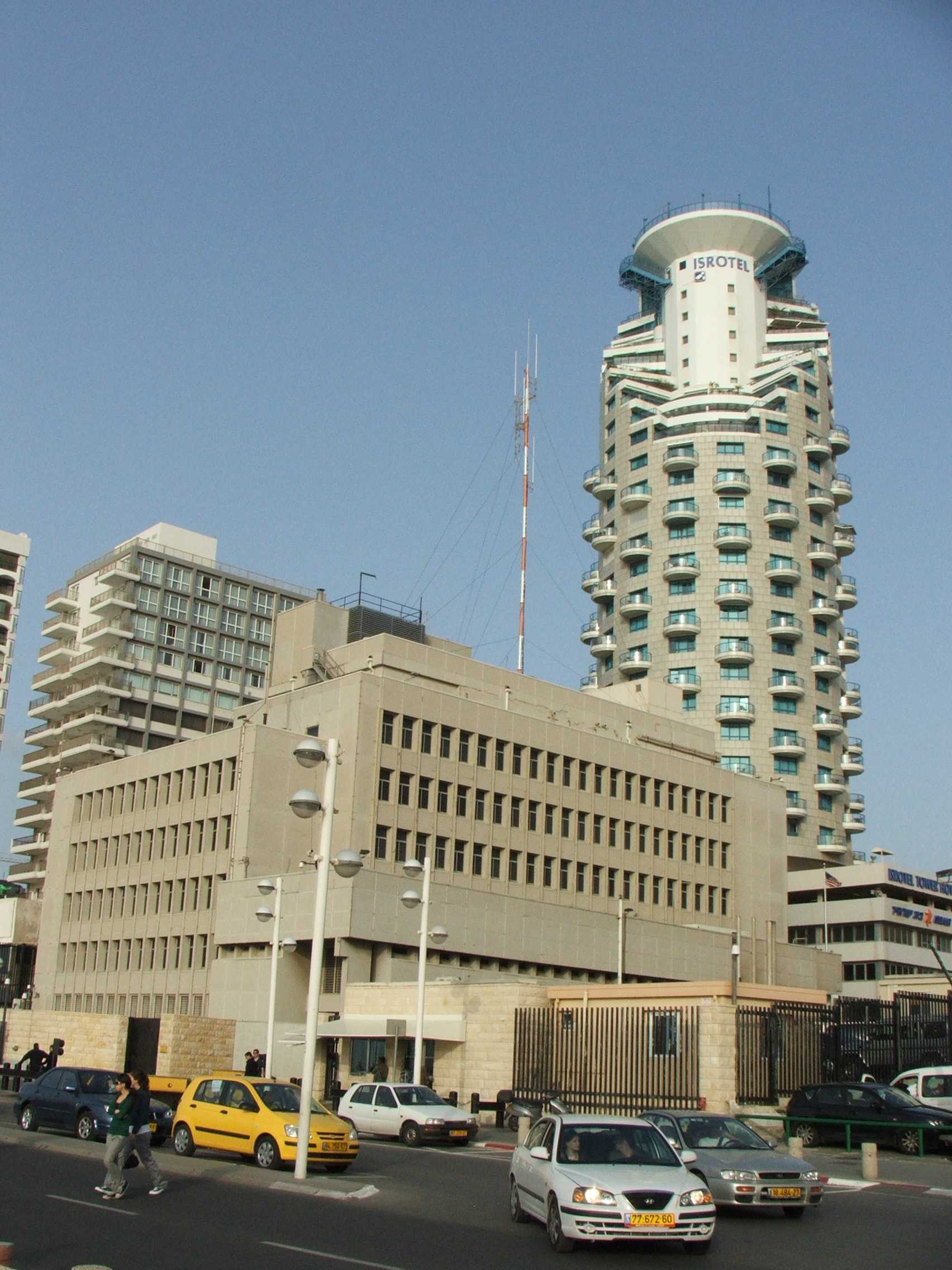
Ambasada Stanów Zjednoczonych z widoczną w tle Isrotel Tower Tel Awiw

Do 2018 w Tel Awiwie mieściła się Ambasada Stanów Zjednoczonych w Izraelu oraz konsulat obsługujący Izrael z wyjątkiem miasta Jerozolimy. Obszar Zachodniego Brzegu Jordanu, Strefy Gazy oraz Jerozolimy obsługuje konsulat w Jerozolimie. Departament Konsularny Ambasady rozpatruje wnioski o wydanie wiz na pobyt w Stanach Zjednoczonych. Dodatkowo w Hajfie znajduje się jeszcze jeden przedstawiciel konsularny ambasady.
W dniu 23 października 1995 Kongres Stanów Zjednoczonych uznał Jerozolimę jako stolicę państwa Izraela. Decyzja amerykańskiej administracji zobowiązywała do przeniesienia ambasady Stanów Zjednoczonych z Tel Awiwu do Jerozolimy w terminie do 1999. Jednak z powodów politycznych decyzja ta była odwlekana.
W grudniu 2017 prezydent Donald Trump oficjalnie uznał Jerozolimę za stolicę Izraela i wydał Departamentowi Stanu polecenie rozpoczęcia procedury przenoszenia amerykańskiej ambasady do tego miasta, na mocy uchwalonej w 1995 ustawy o ambasadzie w Jerozolimie. Od 14 maja 2018 Ambasada Stanów Zjednoczonych mieści się w Jerozolimie.

## Dane techniczne
Budynek ma 6 kondygnacji. Wzniesiono go z betonu. Elewacja jest wykonana z piaskowca.
Otoczenie budynku i ogrodzenie jest zabezpieczone przed ewentualnymi atakami terrorystycznymi. Na dachu są zainstalowane anteny i inne specjalistyczne urządzenia.